# Хёфер, Александер
Алекса́ндер Хёфер (нем. Alexander Höfer; 16 января 1877, Дёбельн — 3 января 1937, Дрезден) — немецкий скульптор, почетный профессор Дрезденского технического университета.

## Биография
Александер Хёфер вырос в неполной семье — его отец погиб осенью 1877 года. Александер посещал среднюю школу в Дрездене, а с 1891 года — был студентом дрезденской Школы прикладного искусства; с 1892 года обучался ваянию в течение пяти лет. С 1903 года Хёфер был студентом профессоров Генриха Эплера (Carl Heinrich Epler, 1846—1905) и Роберта Дица в Высшей школе изобразительных искусств — учился у них до 1909. В 1907/1908 учебном году Хёфер получил Большую золотую медаль академии.
С 1908 года Александер Хёфер работал независимо, продолжая проживать в Дрездене. Помимо множества небольших скульптур, в данный период он также создал ряд крупных работ. Уже в 1909 году он основал ассоциацию «Künstlervereinigung Dresden» и вступил в союз «Die Zunft». В 1912 году были изданы его работы «Die Plastik» и «Die Kunst». С 1916 по 1918 год Хёфер был пехотинцем на фронтах Первой мировой войне. С 1924 по 1936 он работал в мастерской «Zwingerbauhütte» и участвовал в восстановлении Дрезденского Цвингера: среди прочего, он создал скульптурные композиции для «Nymphenbad».
В 1925 году Хёфер стал доцентом скульптуры в Дрезденском техническом университете. С 1933 года до своей смерти в 1937 году он являлся почетным профессором университета. Проживал в доме «Bürgerwiese 21». 11 ноября 1933 года Александр Хёфер был среди более 900 ученых и преподавателей немецких университетов и вузов, подписавших «Заявление профессоров о поддержке Адольфа Гитлера и национал-социалистического государства».

## Работы
- 1904: Алтарь, амвон и купель в церкви Троицы в Визенбаде.
- 1907: Бронзовый рельеф «Погребение Христа» на кладбище Дрезден-Плауэн.

## Семья
В 1909 году Александер Хёфер женился на Кларе Агнес (Clara Agnes, род. 11 октября 1885, Берлин); развелся с ней 6 июня 1922 года.